# 제프 스피크먼

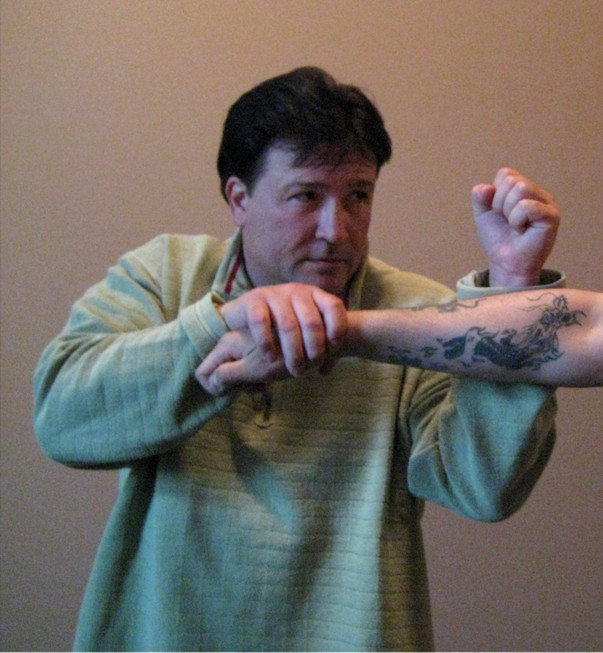

제프 스피크먼(Jeffrey F. Speakman, 1958년 11월 8일 ~ )은 미국의 배우, 권법, 영화 프로듀서이다.
시카고에서 태어났다.

## 영화
- 스트라이킹 레인지 (2006년) - 킬머 역
- 건맨 (2004년) - 스콧 셔윈 역
- 나이트 테러 (2002년)
- 핫 보이즈 (1999년)
- 카운터포스 2 (1998년)
- 메모리얼 데이 (1998년)
- 랜드 오브 프리 (1998년)
- 플라토스 런 (1997년)
- 아틀란티스 탈출 (1997년)
- 스콜피오 원 (1997년)
- 타임록 (1996년)
- 즉결 심판 (1995년)
- 특수요원 BBI (1995년)
- 스트리트 나이트 (1993년)
- 철인 무적 (1991년)
- 라이언하트 (1990년)
- 데블 홀 (1988년)